# Distretto di Den Chai
Il distretto di Den Chai (in thailandese: เด่นชัย) è un distretto (amphoe) della Thailandia, situato nella provincia di Phrae.